# ハイパーゾーン (アンソロジー)
『ハイパー・ゾーン』は、徳間書店が刊行していた特撮まんがアンソロジー。
アニメージュコミックスのレーベルとして1985年から1987年に発売された。

## 概要
アンソロジーコミック『プチアップルパイ』（徳間書店）が成功を収め、以後、『メディウム』、『ワープin』（SFコミックアンソロジー）といったアンソロジーコミックが並立した内のひとつ。

## 書籍情報
1. 1985年5月10日
2. 1985年8月10日
3. 1985年12月10日
4. 1986年3月10日
5. 1986年6月10日
6. 1986年9月10日
7. 1986年12月10日
8. 1987年3月10日

## 主な掲載作品・執筆者
- ゆうきまさみ
- 越智一裕
- いづぶちゆたか
- 沖由佳雄
- 横山えいじ
- まつもとみな
- すずき新壱
- おおや　ま♥さひろ
- たかとうふみ
- LEO
- さえぐさじゅん
- 川猫めぐみ
- 夢野一子
- L.S.I.
- 計奈恵
- 上原正三
- 開田裕治
- 高屋良樹
- ふじたゆきひさ
- すがやみつる